# 毛里田村
毛里田村（もりたむら）は、群馬県の東部、山田郡に属していた村。栃木県と境を接する。
現在の桐生市南東部の広沢町の一部と太田市北東部の毛里田地区に相当する。

## 地理
八王子丘陵の東麓に位置する。村の北東部を渡良瀬川が流れる。
- 山岳：唐沢山、小丸山(古墳？)
- 河川：渡良瀬川、矢場川

## 歴史
- 1889年（明治22年）4月1日 - 町村制施行により、山田郡南東部の8村（只上村、吉沢村、丸山村、古氷村、矢田堀村、東今泉村、富若村、市場村）と太田町の一部が合併し毛里田村が成立する。
- 1955年（昭和30年）6月1日 - 旧吉沢村の北西部が分離し、桐生市に編入する。
- 1963年（昭和38年）12月1日 - 太田市に編入する。

## 人口
1920年（大正9年）に行われた第一回国勢調査での毛里田村の人口は7,946人で、山田郡12町村（2町10村）中第3位であった。1950年（昭和25年）の国勢調査では10,201人を記録し、山田郡8町村（1町7村）中第2位で、山田郡の村では人口最多であった。
- 1920年（大正9年） ：7,946人
- 1925年（大正14年）：7,927人
- 1930年（昭和5年） ：7,827人
- 1935年（昭和10年）：7,922人
- 1940年（昭和15年）：8,737人
- 1947年（昭和22年）：10,052人
- 1950年（昭和25年）：10,201人
- 1955年（昭和30年）：9,898人
- 1960年（昭和35年）：9,430人

## 教育
- 中学校
  - 毛里田中学校
- 小学校
  - 毛里田小学校

## 交通

### 道路
- 一般国道
  - 国道122号
- 主要地方道
  - 群馬県道5号足利太田線
  - 群馬県道39号足利伊勢崎線
- 一般県道
  - 群馬県道254号毛里田坂西線
  - 群馬県道256号竜舞足利線